# Nieuport 28
Nieuport 28 byl francouzský jednomístný jednomotorový stíhací dvouplošník smíšené konstrukce z období první světové války. Jednalo se o stroj smíšené konstrukce, potažený plátnem, s pevným ostruhovým podvozkem. Poháněl jej rotační hvězdicový devítiválec chlazený vzduchem typu Gnome Monosoupape 9Nc. Vyzbrojen byl dvěma synchronizovanými kulomety Vickers kalibru 7,7 mm.

## Vznik a vývoj

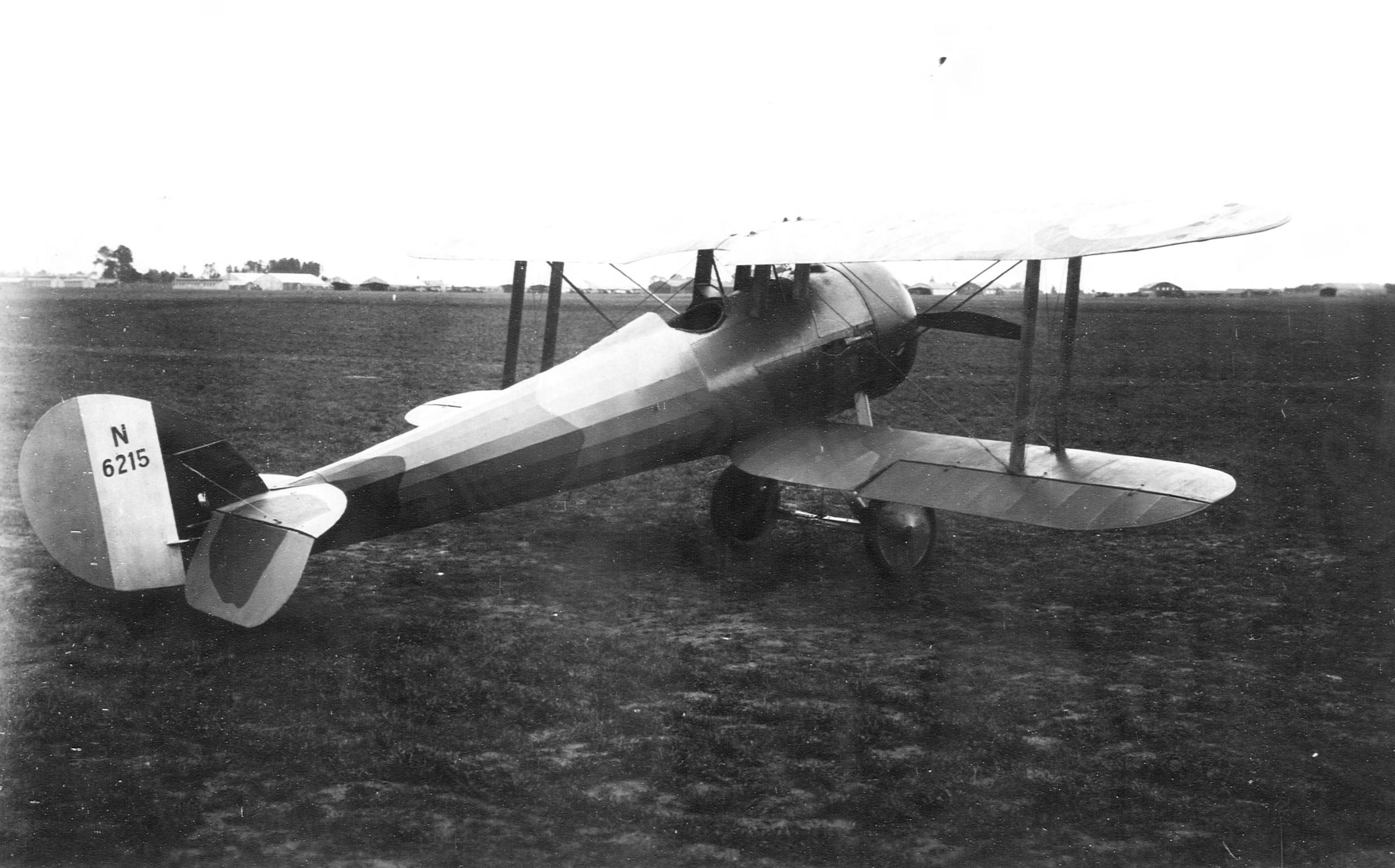
Nieuport 28 (N6215), letiště Romorantin, Francie, 1918

Ačkoliv se jednomístné stíhací stroje Nieuport 11 a Nieuport 17 dobře uplatňovaly ve vzdušných soubojích, jedenapůlplošníkové uspořádání těchto strojů se vzpěrami tvaru V nedávalo velký příslib budoucího vývoje. Přechodový Nieuport 16 a postupně vylepšované typy Nieuport 23 až Nieuport 27 už výrobci příliš slávy nepřinesly.
Šéfkonstruktér Gustave Delage proto na jaře 1917 jeden Nieuport 24 upravil vestavěním širšího dvounosníkového spodního křídla a vzduchem chlazeného rotačního devítiválce Gnome Monosoupape 9Nc o výkonu 160 koní (117,67 kW). Konstrukce však vyžadovala další změny. Již 14. června vzlétl další prototyp s nepatrnou šípovitostí křídel, dolním o něco širším než předchůdce, stále však ještě užším než horní nosná plocha. Vzhledem k nosné ploše 18 m² obdržel označení Nieuport 18. Křídla s eliptickými konci spojovaly dvě vzpěry na každé straně. Větším změnám podlehl trup letadla s téměř kruhovým průřezem. Ocasní plochy byly převzaté z Nieuportu 27. 
Po dalším obdobném prototypu se v říjnu 1917 objevily dva exempláře, které již měly křídla bez šípovitosti, jeden dokonce bez vzepětí, nadále s rozdílným rozpětím i hloubkou, avšak s překližkovým potahem trupu mezi kokpitem a krytem motoru.
Letové zkoušky byly zahájeny v listopadu a vedly k opětné instalaci horního křídla s mírným vzepětím. Typ byl původně vyzbrojen pouze jedním kulometem Vickers ráže 7,7 mm vlevo na trupu, nyní však byla výzbroj zvětšena na dva. V této podobě byl letoun začátkem roku 1918 předveden zástupcům francouzského letectva, které mu přidělilo označení Nieuport 28 C.1. Objednávka sériových strojů však nakonec byla odřeknuta ve prospěch výkonnějšího typu SPAD S.XIII.
Společnost Nieuport se následně snažila vzbudit o nový stíhací letoun zájem úpravami se skořepinovými trupy a výkonnějšími motory, devítiválci Gnome o 180 koních (132,39 kW) nebo Le Rhône 9R a jedenáctiválcem Clerget o výkonu 200 koní (147,1 kW).

## Nasazení

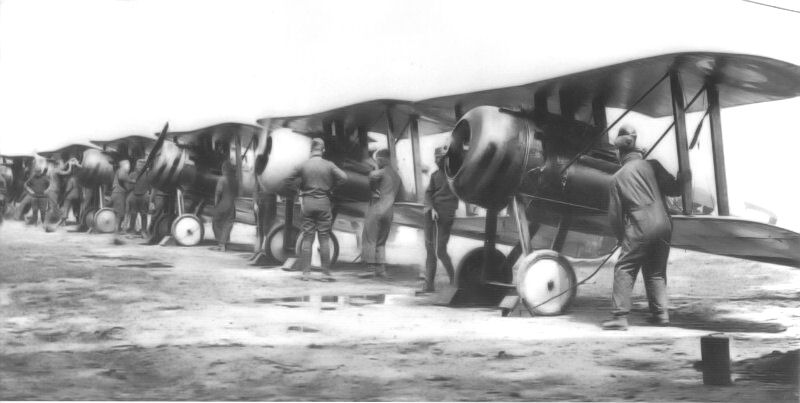
Nieuport 28C.1 95. perutě AEF, Francie, 1918

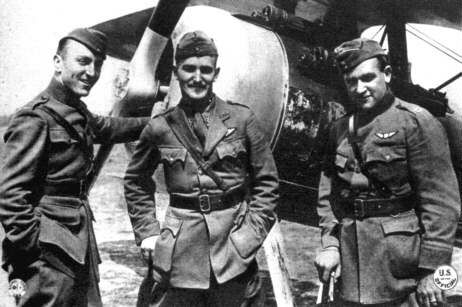
Piloti 94. perutě, Eddie Rickenbacker, Douglas Campbell a Kenneth Marr pózují před Nieuportem 28C.1

Aéronautique militaire Nieuport 28C.1 do výzbroje nezařadilo a prvním odběratelem 297 strojů se tak staly Americké expediční síly ve Francii. První nevyzbrojené kusy převzala koncem února 1918 95. peruť AEF, v polovině března následovaná 94. perutí. První operační lety uskutečnily 9. a 15. března. Piloti 95. perutě ovšem neměli střelecký výcvik a útvar byl proto až do 2. května stažen z fronty.
Mezitím byly stroje 94. perutě vyzbrojeny, ovšem na všech strojích bylo namontováno pouze po jednom kulometu. První skutečný bojový let peruť získala 28. března, první sestřel zaznamenal 14. dubna nad domovským letištěm nadporučík Douglas Campbell, jehož obětí se stal Pfalz D.IIIa.
K 28. červnu vznikla z 94., 95. a nově utvořených perutí č. 27 a 147, které velel major G. H. Bonnell, 1. stíhací skupina. Již 2. července utrpěla první větší ztráty, které se poté množily. Do konce července padlo osm pilotů do zajetí a devět zahynulo, mezi nimi Quentin Roosevelt, syn bývalého amerického prezidenta Theodore Roosevelta. Od poloviny července Nieuporty 28C.1 u 94. a 95. perutě nahrazovaly SPADy XIII. Peruť č. 27 byla typem vyzbrojena ještě 1. srpna, kdy ztratila šest Nieuportů.
Po válce z padesáti dochovaných kusů 12 užíval útvar VF-2 ke startům z dělových věží bitevních lodí US Navy. Jeden americký Nieuport 28C.1 během války zabloudil do neutrálního Švýcarska, kde si stroj získal takovou oblibu, že po jeho vítězství v akrobatické soutěži roku 1922 bylo zakoupeno dalších 14 kusů. Malé množství sloužilo ve 20. letech 20. století v Řecku.
V USA armádní stroje, krátce užívané jako cvičné, po vyřazení posloužily s rozpětím zmenšeným o 1,5 m k závodění a později při natáčení filmů z války, především „Dawn Patrol“ z roku 1930 a jeho nové verze z roku 1938.

## Uživatelé
- Argentina
  - Argentinské armádní letectvo[1]
- Francie

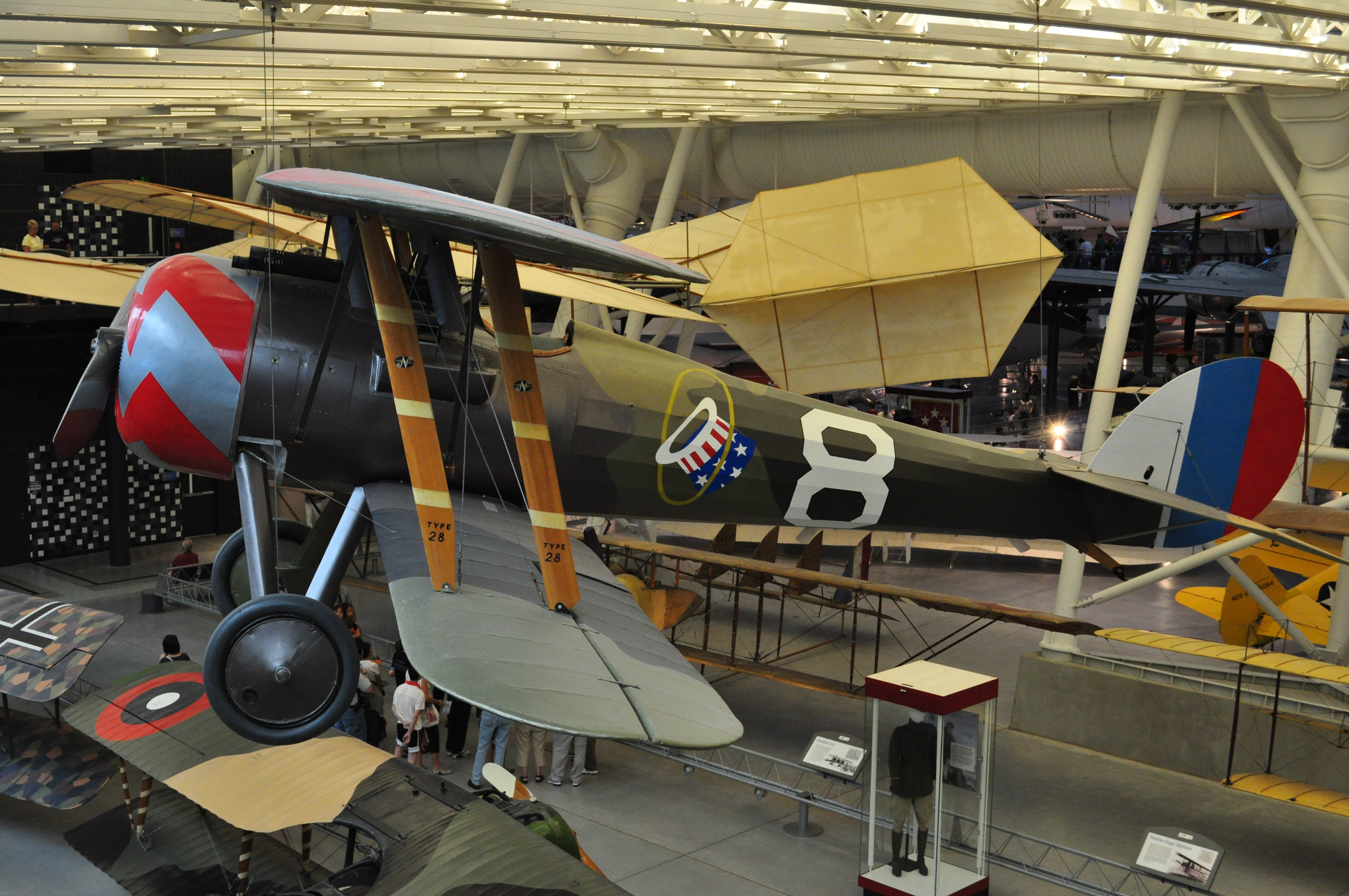
Nieuport 28C.1 94. perutě AEF vystavený ve Steven F. Udvar-Hazy Center

  - Aéronautique militaire (jen testy)
- Guatemala
  - Cuerpo de aviación militar[1]
- Řecko
  - Řecké královské letectvo[1]
- Spojené státy americké
  - USAS/American Expeditionary Forces
  - United States Navy[1]
- Švýcarsko
  - Švýcarské vzdušné síly[1]

## Specifikace

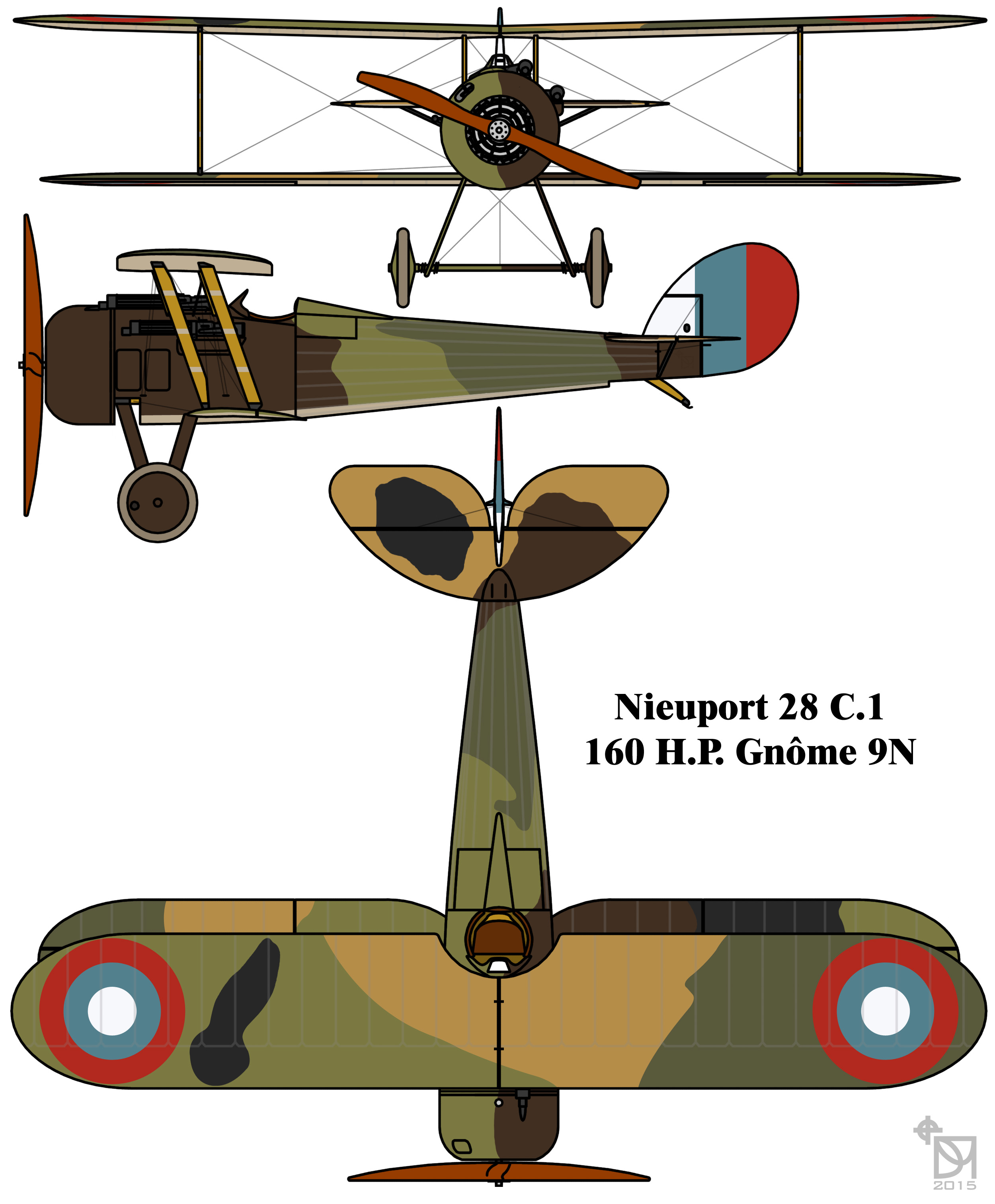
Nieuport 28C.1

Údaje podle

### Technické údaje
- Osádka: 1 (pilot)
- Rozpětí: 8,16 m
- Délka: 6,40 m
- Výška: 2,50 m
- Nosná plocha: 16,0 m²
- Hmotnost prázdného stroje: 456 kg
- Vzletová hmotnost: 698 kg
- Pohonná jednotka: 1 × vzduchem chlazený devítiválcový rotační motor Gnome Monosoupape 9Nc
- Výkon pohonné jednotky: 160 koní (117,67 kW)

### Výkony
- Maximální rychlost ve výšce 2000 m: 198 km/h
- Dostup: 5180 m
- Čas výstupu do 2000 metrů: 5 min. 30 sec.
- Dolet: 400 km

### Výzbroj
- 2 × synchronizovaný kulomet Vickers ráže 7,7 mm